# Izabelów (przystanek kolejowy)
Izabelów – przystanek osobowy w Izabelowie, w województwie łódzkim, w Polsce. Położony jest na linii kolejowej nr 14.
Otwarcie przystanku nastąpiło 9 marca 2025 roku.